# Morell (efternamn)
Morell är ett efternamn, som finns i flera länder. Offentlig statistik tillgänglig i december 2023 uppger att 517 personer med namnet Morell var folkbokförda i Sverige medan 314 var bosatta i Danmark.

## Personer med efternamnet Morell
- Cathrine Marie Morell, gift Gielstrup (1755–1792), dansk sångerska
- Curdin Morell (född 1963), schweizisk bobåkare
- Ernst Morell (1833–1911), svensk veterinär, professor
- Gerhard Morell (1710–1771), dansk konsthandlare och konstförvaltare
- Juliana Morell (1594–1653), spansk författare
- Karl Erik Morell (född 1983), svensk sångare och låtskrivare med artistnamnet Billy Opel
- Lars Morell  (född 1956), dansk idéhistoriker och författare
- Lisa Morell (1884–1971), svensk ciselör och konstnär
- Lotten Morell (1871–1946), svensk konsertsångerska
- Poul Morell Nielsen (1919–1990), dansk arkitekt och motståndsman
- Rune Morell (1928–2022), svensk militär
- Theodor Morell (1886–1948), tysk urolog, Adolf Hitlers livläkare
- Thomas Morell (född 1957), svensk politiker, sverigedemokrat